# Sant Romà de Casós
Sant Romà de Casós és l'església romànica del poble de Casós, de l'antic terme de Llesp, actualment pertanyent al terme del Pont de Suert, en un enclavament dins del terme de Vilaller. Està protegida com a bé cultural d'interès local.
Església d'una sola nau coberta amb volta de canó, reforçada per un arc toral en el centre de la nau. A llevant hi ha l'absis amb arcuacions llombardes i precedit per un arc presbiteral a l'interior. L'aparell és de carreu de pedra calcària allargassat i col·locat en filades ordenades. Té un campanar d'espadanya de dos ulls. L'interior està cobert per un cel ras de guix. El paviment és de lloses de pedra irregulars.
La decoració absidial s'inscriu plenament en les formes de l'arquitectura llombarda que recorda a Sant Quirc de Durro i el porxo de Santa Maria de Durro, que es poden datar en la segona meitat del segle xii.